# Giuseppe Maschi
Giuseppe Maschi (Verona, 11 marzo 1944) è un ex calciatore italiano, di ruolo portiere.

## Carriera
Cresciuto nel Bologna, debutta in Serie D nel 1963 con il Riccione prima di tornare al Bologna dove non scende mai in campo in gare di campionato.
Nel 1966 passa all'Arezzo dove debutta in Serie B disputando 14 gare nella stagione 1966-1967 che vede i toscani retrocedere, e rimane in amaranto anche nel successivo campionato di Serie C.
Passa poi al Catanzaro, giocando due stagioni in serie cadetta, e nel 1970 si trasferisce al Brindisi, con cui vince il campionato di Serie C 1971-1972 e termina la carriera da professionista nel 1974.
Nel 1975-1976 ritorna a giocare in Serie D con il Chievo Verona, mentre la stagione 1976-1977 gioca in Serie D nell'Audace San Michele Extra.
Conta complessivamente 84 presenze in cinque campionati di Serie B giocati con Arezzo, Catanzaro e Brindisi.

## Palmarès

### Club

#### Competizioni nazionali
- Serie C: 1

Brindisi: 1971-1972